# Rosiny (Przelewice)
Rosiny (deutsch Rosenfelde) ist ein Dorf in der Woiwodschaft Westpommern in Polen. Es gehört zur Gmina Przelewice (Gemeinde Prillwitz)  im Powiat Pyrzycki (Pyritzer Kreis).

## Geographische Lage
Das Dorf liegt im Weizacker in Hinterpommern, etwa 50 Kilometer südöstlich von Stettin und etwa 16 Kilometer östlich der Kreisstadt Pyritz. Das Dorf liegt etwa 2½ Kilometer vom Ufer des Plönesees entfernt, zu dem sich hier der Fluss Plöne verbreitert. 

## Geschichte
Auf der Lubinschen Karte des Herzogtums Pommern von 1618 ist der Ort als „Rosenfeld“ verzeichnet. 
Rosenfelde war ein altes Lehen der pommerschen uradligen Familie von Brederlow. In einer Urkunde von 1608, die frühere Lehnsbriefe bestätigte, ist unter anderem die Belehnung mit „Vierzehn Pauren und drey Coßaten im Dorfe Rosenfelde“ aufgeführt. Unter den Besitzern war der Oberst Joachim Ludolf von Brederlow. Dessen Sohn Franz Henning von Brederlow verkaufte 1749 Rosenfelde zusammen mit den benachbarten Gütern Gartz und Anteil Plönzig an Hans von Greiffenberg. Dieser ließ sie 1750 allodifizieren, erwarb 1753/1754 auch den Schöningschen Anteil von Plönzig und verkaufte 1754 Rosenfelde zusammen mit Gartz und Plönzig an Gustav Heinrich von Enckevort (* 1726; † 1807), Regierungsrat in Stettin und späteren Regierungsvizepräsidenten.
In Ludwig Wilhelm Brüggemanns Ausführlicher Beschreibung des gegenwärtigen Zustandes des Königlich-Preußischen Herzogtums Vor- und Hinterpommern (1784) ist Rosenfelde unter den adligen Gütern des Pyritzschen Kreises aufgeführt. Damals gab es hier zwölf Bauern, zwei Kossäten, eine Schmiede und einen Schulmeister, insgesamt 28 Haushaltungen („Feuerstellen“). Die Kirche war eine Filialkirche der Mutterkirche in Plönzig. Rosenfelde war ein Bauerndorf ohne Gutsbetrieb; die Bauern waren nach Gartz dienstpflichtig. 
Die Regulierung der gutsherrlichen und bäuerlichen Verhältnisse (siehe Preußische Agrarverfassung) in Rosenfelde wurde 1824 durchgeführt. Hierbei verkaufte die Gutsherrschaft das Land, das bei der Regulierung an sie gefallen wäre, an die Bauern des Dorfes. In dieser Zeit wurden auch die beiden in Gartz verbliebenen Kossätenhöfe nach Rosenfelde verlegt, wodurch Gartz ein reines Gutsdorf wurde. 
Im Jahre 1898 erhielt Rosenfelde Bahnanschluss an die Strecke Pyritz–Plönzig der  Pyritzer Kreisbahn (heute stillgelegt).
Bis 1945 bildete Rosenfelde eine Landgemeinde im Kreis Pyritz der preußischen Provinz Pommern. Zur Gemeinde gehörte auch Teufelsdamm, amtlich nicht als besonderer Wohnplatz geführt, aber auf dem Messtischblatt mit Ortsname eingetragen. Die Gemeinde zählte im Jahre 1925 228 Einwohner in 51 Haushaltungen, im Jahre 1933 225 Einwohner und im Jahre 1939 181 Einwohner.
Nach dem Zweiten Weltkrieg kam Rosenfelde, wie ganz Hinterpommern, an Polen. Der Ort erhielt den polnischen Ortsnamen „Rosiny“. Heute bildet der Ort ein eigenes Schulzenamt in der Gmina Przelewice (Gemeinde Prillwitz), zu dem auch der Wohnplatz Czartowo (Teufelsdamm) gehört.